# Fort Piscadera
Le fort Piscadera est un fort situé à l'ouest de l'entrée de la baie de Piscadera à Willemstad, à Curaçao, dans les Petites Antilles.

## Historique
Le fort a probablement été construit entre 1701 et 1704 sur ordre du gouverneur de Van Beek. En 1714, le gouverneur Van Collen proposa à la Compagnie néerlandaise des Indes occidentales de reconstruire le Fort Piscadera afin de mieux défendre la région. Lorsque le fort fut terminé, il avait la forme d’une étoile rectangulaire et était armé de 6 à 8 canons de petit calibre. Ce sont les vestiges de ce fort que nous voyons aujourd'hui.

### Invasion française
En 1800, les troupes françaises avaient conquis le fort Saint-Michel. Ils avançaient vers Willemstad par la terre et passeraient par le Fort Piscadera. Mais, comme le côté ville du fort n'était pas protégé et que ses défenses étaient orientées vers la mer, le commandement néerlandais ordonna aux soldats du fort de démanteler les canons, de les immobiliser et de les emporter eux alors qu'ils se retiraient à Willemstad. Mais parce que l'avance des Français était plus rapide que prévu, ils n'ont pas eu le temps d'immobiliser les canons. Cela s’est avéré une grave erreur puisque les Français ont ensuite utilisé les canons pour bombarder Willemstad.
Après le départ des Français, le capitaine Gravenhorst, sous l'autorité du gouverneur Lauffer, restaura le fort. À cette époque, le fort Piscadera était alors armé de 14 canons.

### Invasion anglaise
En janvier 1804, des troupes anglaises composées de 190 marins, dirigée par le capitaine William Bligh, débarqua ici et attaqua le fort. Le fort Piscadera était gardé par 13 soldats et 14 canons. Mais, comme les munitions pour les canons étaient absents, ils s'enfuirent à Willemstad.

### Récupération du fort par les Pays-Bas
Lorsque le Fort Piscadera est retourné aux Pays-Bas, aucun entretien n'avait été effectué et, en 1819, il tomba en ruine. Il a disparu sous les broussailles jusque dans les années 1950, date à laquelle il a été restauré.
À l'heure actuelle, Fort Piscadera est situé sur le terrain de l'hôtel Hilton, mais peut cependant être visité librement.